# كبلر-10c
كبلر-10سي (بالإنجليزية: Kepler-10c)‏ هو أكبر كوكب صخري اكتشفه الفلكيون يتجاوز وزنه 17 ضعف وزن الأرض، كما أنه أكبر حجماً منها وقد بلغ حوالي 2.3 ضعف حجم الأرض. إلا أنه لا تقديرات عن كتلته إلى حد الآن، يتحدى هذا الاكتشاف العلماء النظريين الذين وضعوا نظريات تشكل الكواكب، و ذلك من خلال كيفية تشكل مثل هذا العالم.
يقول الفلكي كزافييه دوموسك [الفرنسية] من مركز هارفارد-سيمثسونيان للفيزياء الفلكية (CfA)، وهو من قام بقيادة عملية التحليل باستخدام البيانات التي تمّ جمعها بوساطة تلسكوب كبلر الفضائي التابع لناسا: لقد تفاجأنا كثيراً عندما أدركنا حقيقة ما قمنا باكتشافه.
استخدم الفريق جهاز (HARPS-North)، الموجود على تلسكوب غاليليو الوطني في جزر الكناري من أجل إجراء مراقبات أخرى، و الحصول على قياس لكتلة هذا العالم الصخري.
لم يُعتقد في السابق بإمكانية وجود عوالم كهذا. تقوم قوى الجاذبية الضخمة التي يتمتع بها مثل هذا الجسم فائق الكتلة بمراكمة أغلفة من الغاز خلال عملية التشكل، محولةً بذلك الكوكب إلى حجم عملاقٍ غازي مثل نبتون أو حتى المشتري. غير أنه من المرجح، أنّ يكون هذا الكوكب صلباً، مكونا بشكل رئيسي من الصخور.
تقول (Natalie Batalha)، عالمة مهمة كبلر في مركز آميس للأبحاث في موفيت فيلد، بكاليفورنيا: عندما تعتقد بأنك حصلت على الصورة كاملةً، تقوم الطبيعة بالكشف عن مفاجأةٍ ضخمة -بكل ما تحمله الكلمة من معنى حرفي لا مجازي فقط، كما في هذه الحالة. أليس العلم عجيبا؟ 
يدور (Kepler-10c) حول نجم مشابه للشمس لمرة واحدة كل 45 يوم، مما يجعله ساخناً جداً بالنسبة لوجود الحياة كما نعرفها. يقع هذا الكوكب على بعد حوالي 560 سنة ضوئية من الأرض، ضمن كوكبة التنين (Draco). و يحتوي هذا النظام على الكوكب كبلر-22بي، وهو أول عالم صخري تم اكتشافه في بيانات كبلر.
عرض هذا الاكتشاف في 7 حزيران/يونيو 2014 في اجتماع الجمعية الفلكية الأمريكية في بوسطن.